# Mauro Cabeção
Mauro de Campos Júnior, mais conhecido como Mauro Cabeção (Nova Odessa, 23 de abril de 1955 — Nova Odessa, 6 de agosto de 2004), foi um futebolista brasileiro que atuava como lateral-direito.

## Carreira
Foi revelado pelo juvenil do Guarani e teve oportunidade no time de 1974.
Foi campeão do Campeonato Sul-Americano de Futebol Sub-20 em 1974 pela Seleção Brasileira. Também defendeu o Brasil nos Jogos Olímpicos de Montreal, no Canadá, em 1976.
Seu maios destaque foi na participação do elenco do Guarani Campeão Brasileiro de 1978.
Pela Seleção principal, fez apenas 1 jogo, em 1979, contra Seleção Baiana.
Depois, foi transferido para o Grêmio, esteve no Santos, por empréstimo, na Portuguesa, em 1984, e no Cruzeiro, quando foi negociado pelo Grêmio como moeda de troca com o também lateral Nelinho. Depois disso voltou ao Guarani, onde teve uma passagem discreta e perambulou por equipes pequenas do interior.

## Morte
No ano de 2004, Mauro foi assassinado, quando um rapaz invadiu o bar aonde o ex-jogador estava e desferiu 5 tiros contra Cabeção. O crime foi movido por ciúmes e teve como mandante a professora Gislene Ribeiro Giroldi, que era amante da então esposa de Mauro. Gislene contratou o pintor Felipe Delgado por R$ 4 mil, que foi quem desferiu os tiros. Na época Mauro atuava como treinador na Escola de Futebol do Guarani.

## Títulos
Brasil
- Sul-Americano de Futebol Sub-20: 1974

Guarani
- Campeonato Brasileiro: 1978